# Danny Hunter
Danny Hunter es un personaje ficticio, de la serie británica de espías Spooks. Hunter es interpretado por el actor David Oyelowo, desde el 13 de mayo de 2002 hasta el 13 de diciembre de 2004, luego de que su personaje fuera asesinado después de ser secuestrado junto con su compañera la agente Fiona Carter.

## MI5
Danny ve a Tom como su mentor y el cual lo ayuda en su formación y entrenamiento luego de haberse unido a la Sección D en junio de 2000. Danny está fascinado por los poderes que le confiere su nuevo trabajo y no puede resistir la tentación de experimentarlos.
Es un agente joven, fuerte, valiente pero engreído. Danny puede ser demasiado rudo para su propio bien, su trabajo y su vida personal y en ocasiones está tan ansioso por demostrar que es bueno en su trabajo que no hace las cosas correctamente. Aunque a veces le es muy difícil hacer su trabajo cuando ve que este va en contra de sus valores morales.
Comparte un apartamento con la agente Helen Flynn.
Sin embargo durante el 2.º episodio de la primera temporada junto a ella, Tom, Zoe, Harry y Tessa investigan un posible caso de odio racial y Tom Quinn va en una operación encubierta, haciéndose pasar por un profesor de un curso de computadora para así llegar a la esposa del terrorista Robert Osborne. Pero hay un problema la identidad que asume Tom, no estaba solo, sino que con el iba su esposa; Zoe Reynolds quien normalmente hubiera tomado el papel de su esposa se encontraba ocupada en otra operación con Tessa Phillips. Así que Helen tomo su lugar, pero lamentablemente son descubiertos y capturados.
Ambos son llevados a la cocina donde Helen es brutalmente torturada y asesinada por Kevin McNally quien hunde su mano en una freidora profunda; en un intento para hacer que Tom revelara información clasificada, luego de negarse a darla, McNally hunde la cabeza de Helen en la freidora y luego uno de sus hombres le dispara en la cabeza. Después de su asesinato Zoe toma su lugar como compañera de departamento de Danny.
Su confianza tiene un serio golpe cuando su colega, jefe y amigo Tom es retirado del MI5 y cuando Zoe se ve obligada a dejar la sección D y huye con su prometido Will luego de ser encontrada culpable de haber cometido un error durante una operación encubierta.
En el décimo y último episodio de la tercera temporada las cosas se ponen feas luego de que junto a Fiona son tomados como rehenes por un grupo de extremistas iraquíes, el agente Zaf se une a Adam para ayudarlo a rescatarlos, sin embargo Danny y Fiona tras un intento por escapar y no lograrlo y haber matado a uno de los captores; el jefe del grupo ordena a Adam entre elegir quien sería ejecutado primero si su esposa o su compañero, al no ser capaz de tomar la decisión.

Danny en un intento herócico por salvar a Fiona, provoca al jefe quien le disparan en la cabeza.
Al terminar el día y tras la muerte de Danny el agente proveniente del MI6 Zafar Younis ocupa su lugar en la sección.